# Гимназија Приштина
Гимназија Приштина је образовна установа која функционише у образовном систему Републике Србије, а у којој се стиче опште образовање и васпитање у четворогодишњем трајању. Седиште школе је у Лапљем Селу на Косову и Метохији, а измештено је из Приштине након рата на Косову и Метохији где данас ради Гимназија „Сами Фрашери” Приштина.

## Историјат
Да се отвори гимназија у Приштини, још 1890. године, тражио је први српски вицеконзул у Приштини Лука Маринковић, после кога је то био Тодор Станковић. Када је октобра 1892. године, Милан Новичић упућен за вицеконзула у Приштину, одмах је ту и наставио свој просветитељски рад у светосавском духу и предузео мере да се гимназија отвори. Милан Новичић је у томе успео, па ће се настава држати почев од 1893/94 године, тако што је при основној школи отворен још један разред са гимназијским градивом. Конзул Бранислав Нушић је успео да прошири 5. разред приштинске полугимназије и сада се већ може мерити са дотичним разредима у свим српским гимназијама ван границе. Тај разред има сад 4 наставника у њему су сви потребни предмети па и страни језици. Ђак из овдашњег 1. разреда, моћи ће после положеног испита ићи у 2. разред Цариградске, Солунске и Скопске гимназије или Призренске Богословије, ако се до године не отвори овде још један разред и тиме се заврши дворазредна полугимназија колико је Приштини и потребно.
Први наставници гимназије били су: директор и предавач националних предмета Стојан Капетановић, за рачун и геометрију Стојан Бојковић, (родом из Неродимља на Косову), који је уједно и учитељ 4 разреда основне школе, за француски језик и познавање природе Илија Чаушевић, за турски језик пашин тумач Хусеин Шахабедин ефендија, за веронауку Станоје Рашић, а за писање и цртање не зна се.
У гимназији се учи по програму 1. разреда Цариградске гимназије. Од предмета се учи: српски језик, земљопис, рачун, геометрија, познавање човека, турска историја, хришћанска наука, француски језик, турски језик, краснопис, певање. Недељно се учи 36 сати.
На простору Косова и Метохије, у оквиру Краљевине Србије, од ослобођења 1912. до аустроугарске окупације крајем 1915, постојале су три гимназије и то у Приштини, Призрену (под називом Богословско-учитељска школа од оснивања 1871.) и Пећи. У Приштини је српска школа отворена седамдесетих година XIX века. Године 1893. отвара се пети разред основне школе у Приштини, односно први разред (ниже) Гимназије. Иако је Нижа гимназија у Приштини радила претходних година, она је формално отворена 1913.
Након ослобођења од Османског царства и протеривања турске војске са Косова и Метохије у Првом балканском рату 1912. године, почиње оснивање првих институција и установа Краљевине Србије и у Приштини. Једна од првих образовних установа које су основане на простору Старе Србије јесте Приштинска Гимназија. За директора и професора је постављен Милан Карић, дотадашњи професор Друге крагујевачке гимназије. Истим указом Краља Петра I Карађорђевића отварају се гимназије и у Куманову, Велесу, Штипу, Дојрану и Призрену.
Недуго након оснивања гимназије, избија Први светски рат у којем је Краљевина Србија крајем 1915. године окупирана од стране Централних сила, а рад школе је прекинут. Након ослобођења Краљевине Србије 1918. године и стварања Краљевине СХС рад гимназије је обновљен.
Гимназија у Приштини је 1919. добила Ђачки дом који је могао да смести око 120 ученика. Првих година након Првог светског рата она је имала шест разреда, да би од 1920. добила још два и тако постала прва пуна гимназија на подручју Косова и Метохије у то време. Остале непотпуне гимназије с почетка двадесетих година, у Призрену, Косовској Митровици, Пећи и Гњилану, своје свршене ученике могле су слати у Приштину да доврше пуну Гимназију. Разлози због којих је шесторазредна приштинска гимназија претворена у осморазредну су следећи: Приштина као центар Косова и Метохије примала би ученике из околних гимназија, и то из призренске, пећке, новопазарске, митровичке и гњиланске. С обзиром на то да ниједна од ових гимназија није била потпуна, приштинска би била главни центар за њих. Разлог томе је био и што се у приштинској гимназији школовао велики број деце из суседних срезова (Топличког и Врањског округа). Уосталом, могла се једна од седам нижих гимназија са Косова и Метохије подићи на степен пуне гимназије, али по мишљењу многих стручњака за то је најподеснија била приштинска гимназија, како по свом географском положају тако и по гимназијском дому који може да прими велики број ученика.
У периоду од ослобођења Краљевине Србије у Првом светском рату па до почетка Другог светског рата у Краљевини Југославији 1941. године, настава се успешно изводила на српском језику, а рад гимназије је био несметан.
За време окупације Краљевине Југославије у Другом светском рату, рад и управу над гимназијом преузима Министарство просвете Велике Албаније, гимназији се додељује назив „Сами Фрашери”, а настава се одржава само на албанском језику.
Након ослобођења Приштине у Другом светском рату, настава се опет организује на српском језику и ова образовна установа се враћа нормалном функционисању.
Народни одбор Општине Приштина 1962. године додељује назив „Иво Лола Рибар”.
Од 1960. године у овој школи почиње настава и на турском језику, док је од 1977/1978. године ова гимназија укључена у реформу усмереног образовања. Након неуспеха ове реформе, од 1989/90. године, ова гимназија ће наставити са радом као класична гимназија, са два смера у трајању од по четири године.
Приштинска гимназија имала је истурено одељење у Косову Пољу које се звало Одвојено одељење Гимназије у Косову Пољу. Ово одељење основано је 18.11. 1974. године Решењем 02 бр.611-78/74 пошто је било установљено да постоје услови за рад овог одвојеног одељења.
Одлуком Скупштине општине Приштина 1992. године назив школе се мења у Прва приштинска гимназија у Приштини.
Непосредно поред зграде гимназије у Приштини се налази Сахат-кула која је саграђена у 19. веку.

### Гимназија након завршетка рата на Косову и Метохији
Гимназија је од оснивања 1913. године па све до рата на Косову и Метохији 1999. године радила у Приштини са мањим или већим прекидима. Од самог оснивања ова школа је променила много имена и пролазила кроз многе потешкоће у раду, али је 1999. година била најтежа и школа је те године због ратних дешавања пресељена привремено у Лапљем Селу.
Срби који су остали у својим домовима у селима око Приштине, организовали су се око Одбора за просвету централног Косова, и како тако обновили рад школа. Организовање почетка наставе није било лако, јер је било тешко пронаћи адекватан наставни кадар, пошто су многи професори, делећи судбину српског народа одбегли пред погромом. Одбор за просвету имао је заиста озбиљан и тежак посао, али су окупљени око Воје Рашића, тада саветника за физику при Одељењу министарства просвете Републике Србије у Приштини, ипак успели да покрену рад школа.
Одбор је са радом отпочео августа 1999. године. Срби су се самоорганизовали покушавајући да сачувају своје домове и своје породице од осипања. Поред Воје Рашића, одбор су чинили још и проф.др Дојчин Петковић (који је био његов први председник) и директори школа који су били остали на Косову и Метохији. Организовање наставе није био лак посао, ако се у обзир узме чињеница да је комуникација Срба била готово немогућа, да се није знало бројно стање ученика, нити где се они налазе. Није било јавних гласила, медији на српском језику били су уништени. Па ипак, школе су захваљујући упорности Одбора почеле са радом са закашњењем, 20. септембра 1999. године. Долазак деце у школу и њихов повратак кућама био је прави подвиг, јер су у то време напади на Србе били учестали.
Организовање рада Гимназије било је поверено Дивни Трајковић, педагогу по струци, која је до тада била директор Основне школе „Ђура Јакшић“ у Приштини. Гимназија је морала бити измештена била је смештена у згради Основне школе „Миладин Митић“ у Лапљем Селу. Располагала је на почетку само са четири учионице, углавном мале и скучене.
Како би настава могла да почне, Дивна Трајковић је ангажовала следеће наставнике:
- Драгомир Костић – српски језик и књижевност ( 20.9.1999)
- Славиша Максимовић – биологија (20.9.1999)
- Дејан Микић – математика (4.10.1999)
- Дејан Денић – физика (20.9.1999)
- Слободан Делевић – историја (20—9.1999)
- Обрад Миљковић – географија (17.11.1999)
- Петар Митровић – хемија (20.9.1999)
- Зорица Велић – латински језик (3.11.1999)
- Мирјана Тодић – руски језик (10.11.1999)
- Мирослав Мицић – енглески језик (3.10.1999)
- Живорад Лазић – устав и права грађана (20.9.1999)
- Јелена Делевић – филозофија (6.10.1999)
- Живорад Данић – музичка култура (13.10.1999)
- Љиљана Ђорић – ликовна култура (23.11.1999)
- Синиша Денић – физичко васпитање (1.10.1999)
- Миладин Каличанин – информатика и рачунарство (20.10.1999)

Разредни старешине те године били су Дејан Денић, ученицима прве године, Дејан Микић, ученицима друге године, Драгомир Костић, ученицима треће године и Славиша Максимовић, ученицима четврте године. Ученици који су до 1999. године похађали гимназију у Приштини били су распоређени у два смера, природно-математички и друштвено-језички. Ученици који су похађали гимназију у Косову Пољу, а који су такође нашли уточиште у обновљеној школи, похађали су општи смер, тако да су чинили треће одељење. Међутим, због недостатка простора у почетку су сви ученици без обзира на смер, морали да буду у једном одељењу.
Једини професор Прве приштинске гимназије из Приштине био је Славиша Максимовић, професор биологије. Сви остали професори у почетку су били радно ангажовани до повратка старих радника на своја радна места.
Професор гимназије Ана Костић је у оквиру обележавања јубилеја стогодишњице постојања школе објавила монографију Век гимназије у Приштини.
Након више од две деценије, од како је Гимназија протерана из Приштине, школа добија своју засебну и наменски изграђену зграду у средњошколском центру. Средствима Европске уније у Лапљем Селу јула месеца 2017. године почела је градња средњошколског центра. 14. фебруара 2022. године завршава се изградња и отвара се средњошколски центар.

## Називи школе[12]
- Непотпуна гимназија у Приштини, Указом Краља Петра I о оснивању Гимназије у Приштини од 17. 10. 1913.
- Српска краљевска гимназија у Приштини је име школе које се нашло у једном од извештаја директора Гимназије од 11. и 12. 3. 1915. године. Овај назив налазио се на печату школе који је утиснут на Извештају. Ово име школа ће носити до Првог светског рата.
- Приштевска гимназија у Приштини име је школе од 1920/21. године, када имамо и нову државу – Краљевину Срба, Хрвата и Словенаца.
- Државна гимназија у Приштини јесте назив школе од 1925/26. године.
- Државна реална гимназија – ово име школа добија школске 1930/31. и тако ће се звати све до Другог светског рата.
- Потпуна мешовита гимназија у Приштини назив је школе од 1945. године, што документује Извештај о раду школе за школску 1946/47. годину.
- Државна реална гимназија у Приштини, ово име школа носи од 1947/48. године.
- Гимназија „Иво Лола Рибар“ - 28. 5. 1962. године Народни одбор Општине Приштина издао је Решење бр.11623 о оснивању Гимназије у Приштини.
- ГСУОВ „Иво Лола Рибар“ у Приштини, школа је под овим именом регистрована код Окружног суда у Приштини 19. 12. 1979. године. Постоји податак да се школа у исто време водила и под именом „ОВО“ „Иво Лола Рибар“ у Приштини, што је често доводило до конфузије.
- Центар средњег образовања „Иво Лола Рибар“ у Приштини име је установљено Решењем бр.02611-989 од 3. 6. 1988.
- Прва приштинска гимназија у Приштини – ово име школа добија Одлуком Скупштине општине Приштина усвојеној на седници од 31. 8. 1992. године. Ова одлука објављена је у Службеном гласнику Републике Србије бр. 76 од 22. 10. 1992.
- Гимназија Приштина у Лапљем Селу, назив који школа носи од 1999. године. Решењем бр. 54/1 од 8. 6. 2009. године верификован је назив који фигурира од измештања школе из Приштине у Лапље Село 1999. а на основу Решења тадашњег министра просвете Републике Србије, Јове Тодоровића донетог 27. 1. 2000 године. Под овим именом школа слави свој стоти рођендан.